# 안강망
안강망(鮟鱇網, Stow nets on anchor)은 조류가 빠른 해역의 입구에 전개장치를 부착한 자루모양의 그물을 닻으로 일시적으로 고정시켜 놓고 조류에 밀려 그물안에 들어온 대상물을 잡는 어업이다.